# Cannabis au Canada

Le drapeau cannabis du Canada

Depuis le 17 octobre 2018, le cannabis est légal au Canada et est régi par la loi C-45, Loi concernant le cannabis et modifiant la Loi réglementant certaines drogues et autres substances, le Code criminel et d’autres lois. Il devient le premier pays occidental à légaliser la substance.  
Le cannabis fut interdit au Canada en 1923 par loi fédérale à cet effet. Suivant un effort de décriminalisation de Jean Chrétien en 2003 avec le projet de loi C-38, le chef du Parti libéral du Canada Justin Trudeau a fait de la légalisation du cannabis un élément clé de sa plateforme durant la campagne électorale fédérale de 2015. Néanmoins, la consommation du cannabis à des fins médicales était permise par le Règlement sur l’accès au cannabis à des fins médicales. Il permet la consommation et la culture du cannabis pour les utilisateurs détenant une ordonnance d'un médecin canadien.  

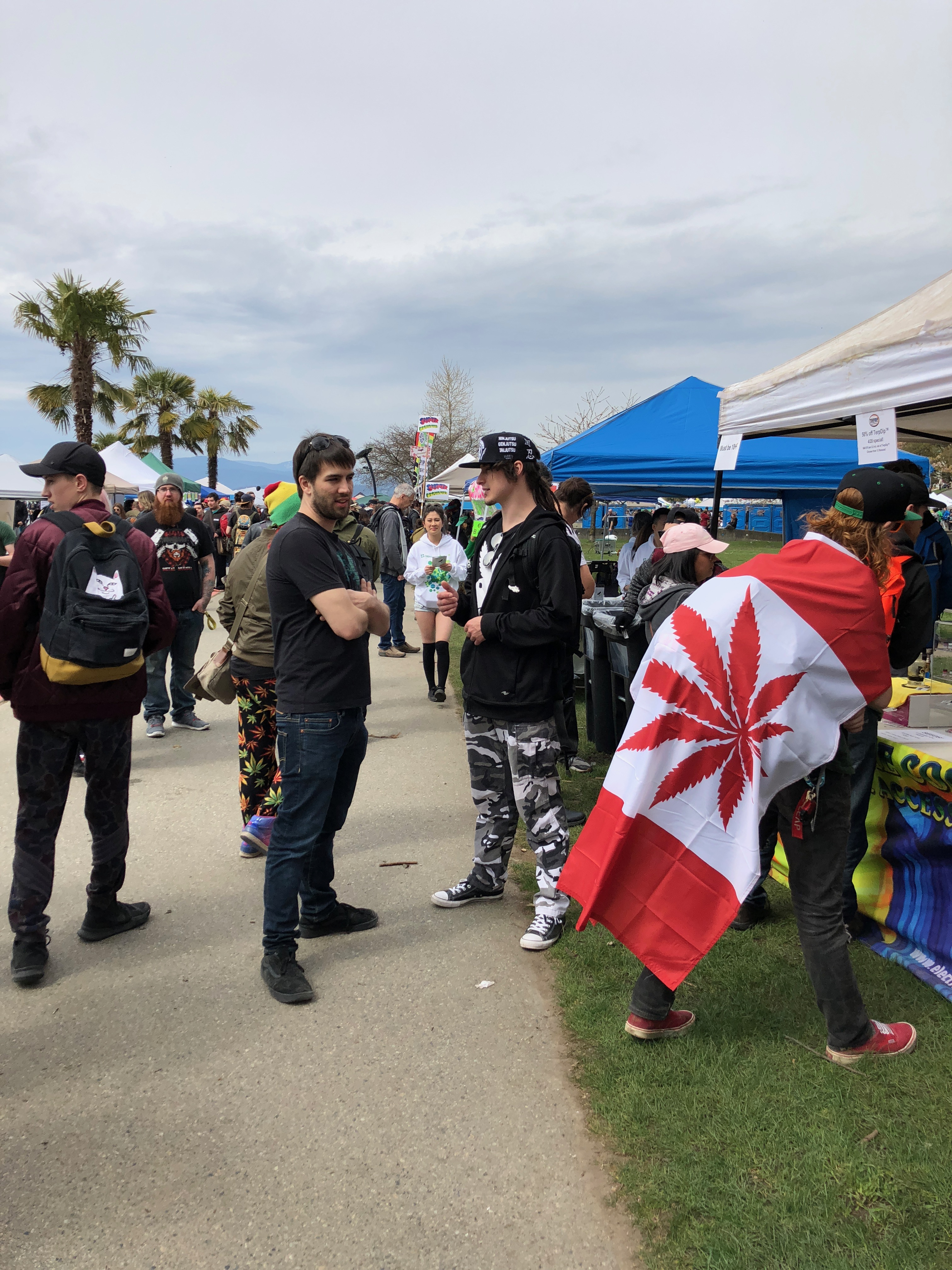
Célébration de la légalisation du Cannabis à Vancouver, Colombie Britannique, Canada

La légalisation du cannabis à usage récréatif est débattue et votée au cours de l'année 2017 pour une mise en application le 1er juillet 2018. Des conflits législatifs avec le Sénat et les provinces ont cependant repoussé la date d'entrée en vigueur au 17 octobre 2018,. Le principal argument suggéré en faveur de cette légalisation, lequel est notamment avancé par Trudeau, est l’inefficacité des lois précédentes à contrer le marché noir et à contrôler la consommation. En effet, il en coûte un milliard de dollars à l'État de faire appliquer la loi par les services judiciaires et policiers sans qu'il y ait de baisses flagrantes de la consommation du cannabis. Par ailleurs, la Commission mondiale sur la politique des drogues (en) a montré que les marchés illégaux et violents étaient le résultat incontournable du caractère illégal de la marijuana. De plus, il s’est avéré que des mesures plus sévères encore n’auraient aucun effet compte tenu de l’ampleur de ce marché illégal.  
De fait, après l’Uruguay et plusieurs États américains, le Canada est le premier pays du G7 à légaliser le cannabis au niveau fédéral. La mise en application de la loi canadienne a fait l'objet d'une large couverture par les médias du monde entier. Chaque province canadienne l'applique selon ses propres modalités.

## Histoire de la régulation du cannabis au Canada
Le cannabis au Canada a été légalisé en 2001 à des fins médicales et en 2018 à des fins récréatives. Depuis 1923, la substance avait toujours été classifiée comme substance illégale.

### Période pré-criminalisation
Le cannabis est une substance inconnue au Canada avant le XXe siècle, comme partout en Occident d’ailleurs. La première loi concernant l’usage de drogues est la Loi sur l’opium de 1908, laquelle criminalise l’importation, la fabrication et la vente d’opiacés à des fins non médicales. Une seconde mouture de la loi en 1911 élargit la liste des substances prohibées. 

### Criminalisation (1923)
Bien que le cannabis ne soit toujours pas bien connu ni utilisé en 1923, Loi sur l'opium et autres drogues l’annexa à la liste des substances prohibées. L’explication la plus commune de cette criminalisation est l’impact majeur d’une série d’articles de l’activiste et juriste Emily Murphy qui furent rassemblés sous un ouvrage du nom de Black Candle en 1922. Ce recueil d’articles dépeint le cannabis comme une drogue dangereuse et établit un lien fort entre son utilisation et la folie présumée des populations immigrantes canadiennes. Empreint de suprémacisme blanc et d’eugénisme, l’ouvrage d’une grande popularité a pourtant l’influence escomptée puisque l’ajout du cannabis à la liste des substances prohibées a lieu l’année suivante. 
L’influence d’Emily Murphy et de son discours sur la législation de 1923 est présentée comme certaine et est peu discutée, mais certaines nuances s’imposent. En effet, Catherine Carstairs, historienne de l’Université de Guelph, remet en question le lien direct entre l’ouvrage et la loi qui suit. Pour elle, il s’agit peut-être davantage d’une multiplicité de causes. Cependant, elle souligne que les débats sur la criminalisation de 1923 sont introuvables dans les archives, et qu’il est conséquemment impossible d’identifier d’autres causes à ce jour. Il n’en reste pas moins que le racisme a eu un rôle influent dans les perceptions sociales associées au cannabis, à commencer par l’appellation commune « marijuana » qui fait directement référence aux populations latino-américaines que l’on stigmatisait à l’époque.
Quoi qu’il en soit, une chose est certaine : la consommation de cannabis ne faisait pas partie des mœurs populaires et n’engendrait pas de problème à l’époque de sa criminalisation. Il faudra d’ailleurs attendre 1937 pour qu’une première arrestation pour possession de cannabis ait lieu et ce n’est qu'à partir des années 1960 que le nombre d’arrestation commence à augmenter (21 en 1961, 39 en 1964, puis 431 en 1967).

### Loi sur le contrôle des stupéfiants (1961)
La loi sur le contrôle de stupéfiants [(Narcotic Control Act en anglais) est une loi fédérale du Canada contrôlant les drogues à partir de son adoption en 1961 jusqu'à ce qu'elle soit remplacée, en 1996, par la Loi réglementant certaines drogues et autres substances. Elle faisait l'implémentation des dispositions de la Convention unique sur les stupéfiants de 1961 de l'ONU. Les « stupéfiants », ou « narcotiques », de cette loi incluent des drogues telles que l'héroïne, la cocaïne et le cannabis. Elle interdit des activités telles que la possession d'un stupéfiant, la possession dans le but de trafic, la culture, l'importation ou l'exportation. Elle augmente les sanctions, en introduisant entre autres des peines de prison pour possession de substances narcotiques jugées dangereuses. Pour le cannabis, la première offense pour possession peut valoir une amende 1 000 $ et les offenses les plus graves peuvent encourir jusqu’à sept ans de prison.  

### Commission Le Dain (1972)
La Commission d'enquête sur l'usage des drogues à des fins non médicales est commandée par le gouvernement libéral de Pierre Elliott Trudeau pour faire des recommandations quant à la réglementation en matière de drogues au Canada. Elle est dirigée par Gerald Le Dain (en), un juriste qui deviendra plus tard juge à la Cour suprême canadienne.
Après les larges consultations menées partout au pays, le rapport de la commission fut déposé en 1973. Les conclusions les plus saillantes du rapport étaient à l’effet qu’il fallait éviter de pénaliser la consommation de cannabis puisque l’état de la science la révélait comme peu dangereuse si consommée de façon responsable et que, parallèlement, le caractère dangereux pour la santé individuelle n’était pas un critère convenable pour la formulation de politiques sociales. En conséquence, la criminalisation n’avait pas de support scientifique vis-à-vis son danger réel. La solution envisagée était donc la décriminalisation de la substance, c’est-à-dire l’absence de régulations. La commissaire Marie-Andrée Bernard fut la voix principale de cette approche permissive sur l’usage des drogues.
Le rapport de la commission fut néanmoins balayé du revers de la main par le gouvernement de l’époque et ne s’avéra d’une réelle utilité que lors de la commission sénatoriale sur les drogues illégales de 2001, où elle revêtit pour la première fois une légitimité politique. Il faut néanmoins replacer le refus d’appliquer les recommandations du rapport par Trudeau dans un contexte politique nord-américain d’augmentation de la répression policière qui avait émergé dès la fin des années 1960 aux États-Unis. Le président américain de l’époque, Richard Nixon, avait en effet déclaré en 1971 que l’abus de drogues était désormais « l’ennemi public numéro 1 ». 

### «Guerre contre les drogues» (1968-2015)
Les investissements en matière de lutte contre la drogue ayant été constants depuis la criminalisation de la substance, les années 1980 sont marquées en Amérique du Nord par un accroissement du caractère répressif de l’appareil gouvernemental à cet effet que l’on a qualifié un peu partout de War on Drugs (« Guerre contre les drogues »). L’expression vient des États-Unis, où son président de l’époque Ronald Reagan avait entre autres procédé à des investissements massifs en 1986 pour témoigner de l’attitude de sa présidence vis-à-vis de la lutte contre la drogue. Par ailleurs, cette tendance aux investissements massifs est, comme la criminalisation, fortement teinté de racisme à l'endroit des minorités ethniques.
Répondant à cette tendance au Sud du Canada, le Premier ministre Brian Mulroney du Parti Progressiste-Conservateur, souffrant de taux d’approbation très bas à l’époque, se laissa tenter la même année par ce qui avait le potentiel de régler sa crise de légitimité vu l’aversion populaire à l’usage des drogues. Dès l’année suivante, en 1987, les dépenses en cette matière furent alors augmentées substantiellement, Mulroney déclarant lui aussi la guerre contre les drogues. Cette période est en plein cœur de ce que certains ont surnommé l’« âge sombre » (Dark age) de la répression de l’usage des drogues au Canada.
Après un ralentissement lors du règne du Parti libéral de 1993 à 2006, le gouvernement du Parti conservateur de Stephen Harper reprend la ligne dure de lutte contre les drogues avec la Stratégie nationale antidrogue qui, dès l’exercice budgétaire de 2007, met en place une série de mesures de prévention qui coûtent quelques dizaines de millions de dollars à l’État canadien. Une relance de cette stratégie est même faite en 2015 sous le nom de Stratégie canadienne sur les drogues et autres substances, laquelle augmente les dépenses de prévention de 20 %. Cette dernière relance, le dernier chapitre de cette « Guerre contre les drogues », est surtout pensée en réponse à la crise des opioïdes qui émerge à ce moment.

### Loi règlementant certaines drogues et autres substances (1996)
La Loi réglementant certaines drogues et autres substances est  adoptée en 1996 et remplace la Loi sur le contrôle des stupéfiants ainsi que les parties III et IV de la Loi sur les aliments et drogues. Elle définit huit annexes de substances contrôlées. La loi prévoit également que le Gouverneur général en conseil peut modifier ces annexes pour y ajouter ou y retirer des items ou des portions d'items s'il croit que cette modification est nécessaire pour l'intérêt public.                                                                                                        
La Loi réglementant certaines drogues et autres substances est la législation canadienne implémentant les conventions internationales sur les drogues telles que la Convention unique sur les stupéfiants de 1961, la Convention sur les substances psychotropes de 1971 et la Convention contre le trafic illicite de stupéfiants et de substances psychotropes de 1988. Certaines modifications en matière de cannabis sont apportées. En effet, l’on distingue le cannabis du chanvre. Ce dernier n’étant pas une substance psychoactive, il devient légal. Ensuite, pour la possession de quantités inférieures à 30 grammes pour le cannabis et 1 gramme pour la résine, les amendes peuvent être allégées à la discrétion d’un juge. Finalement, les peines maximales de prisons diminuent de sept ans à cinq ans moins un jour.

### Comité spécial du Sénat sur les drogues illicites (2000-2002)
La fin des années 1990 est marquée par le début du débat sur les usages médicaux du cannabis. La diffusion des bienfaits du cannabis par des groupes de pression divers a changé le discours alarmiste pour plusieurs. C’est dans ce contexte qu’un Comité spécial du Sénat sur les drogues illicites est mis sur pied en 2000. 

La thèse générale qui ressort du mandat est la suivante : 
« dans une société libre et démocratique qui reconnaît fondamentalement mais non exclusivement la primauté du droit comme source de règles normatives, et où la puissance publique doit le plus possible favoriser l’autonomie et conséquemment utiliser avec parcimonie les outils de contrainte, une politique publique sur les substances psychoactives doit s’articuler sur des principes directeurs respectant la vie, la santé, la sécurité et les droits et libertés de chaque individu qui, naturellement et légitimement, recherche son bien-être et son épanouissement, et a la capacité de reconnaître la présence, la différence et l’équivalence de l’autre ».
Ainsi, les conclusions du rapport publié en 2003 sont tranchées à l’effet que la criminalisation du cannabis n’a aucune base scientifique et que des milliards de dollars sont dépensés inutilement dans la mise en vigueur de l’interdiction. Conséquemment, le rôle de l’État de droit est, pour les commissaires, de laisser cours au libre choix des individus par une approche de responsabilisation des comportements. C’est ainsi que la recommandation qui ressort du mandat est la décriminalisation du cannabis à toutes fins (thérapeutiques et médicales).

### Légalisation du cannabis à des fins thérapeutiques (2001)
La légalisation du cannabis à des fins thérapeutiques par le Règlement sur la marihuana à des fins médicales (RMFM) fait suite à la décision dans l’affaire R. c. Parker en 2000 selon laquelle la prohibition du cannabis à des fins médicales enfreint le droit à l’égalité prévu par la Constitution du Canada. Le Règlement a été changé en 2016, et renommé  Règlement sur l'accès au cannabis à des fins médicales (RACFM).

### Projet de décriminalisation du cannabis à des fins récréatives (2002-2003)
Les conclusions du Comité spécial du Sénat sur les drogues illicites ont eu un effet sur l’appréhension du cannabis par les élus. Cet effet est particulièrement présent du côté du Parti libéral, alors que [Martin Cauchon], ministre de la justice du gouvernement libéral de [Jean Chrétien] à l’époque, dépose le projet de loi C-38, Loi modifiant la Loi sur les contraventions et la Loi réglementant certaines drogues et autres substances, visant entre autres à décriminaliser le cannabis à des fins récréatives. Le projet de loi meurt au feuilleton, faute d’appui de la part de l’opposition.

### Légalisation du cannabis à des fins récréatives (2015-2018)
Dès 2012, le Parti libéral du Canada intègre la légalisation du cannabis à sa plateforme sous l’impulsion de sa commission des jeunes. Opposant des premières heures au projet, Justin Trudeau s’annonce convaincu de l’idée après y avoir été confronté sérieusement dès 2013. Il l’intègre d’ailleurs à la plateforme électorale du parti à la veille de l’élection de 2015. La campagne électorale s’étant soldée par une victoire écrasante du Parti libéral sur les autres, la légalisation du cannabis figure parmi les priorités à l’agenda politique canadien au lendemain de l’élection.
De juin à novembre 2016, le Groupe de travail sur la légalisation et la réglementation du cannabis mis sur pied par le gouvernement fédéral accompli son mandat. Le groupe fait des consultations dans tout le pays. Un rapport des 85 recommandations du groupe de travail est déposé en décembre 2016. La consultation web rejoint environ 30 000 particuliers et organisations.
Le 13 avril 2017 est déposée la première mouture du projet de loi C-45, Loi concernant le cannabis et modifiant la Loi réglementant certaines drogues et autres substances, le Code criminel et d'autres lois. L’entrée en vigueur est initialement prévue pour le 1er juillet 2018. À l'époque, les produits dérivés ne sont pas inclus dans le projet de loi C-45. Mais une étude publiée par l'Université Dalhousie, menée par le chercheur Sylvain Charlebois, estime qu'il est nécessaire d'inclure les produits alimentaires infusés de cannabis dans la loi afin de bien les réglementer,. Le projet de loi est amendé quelques semaines plus tard. 
Le processus législatif qui dure plus d’un an, est parsemé d’embuches. Plusieurs provinces expriment en effet leur désaccord vis-à-vis de la date de légalisation, laquelle leur semble trop hâtive pour être en mesure de mettre en place un système efficace, ce qui se traduit néanmoins par une fin de non-recevoir de la part du gouvernement fédéral. Les débats au Sénat sont également mouvementés, notamment par des discussions vives à propos de l’âge légal et de l’application à toutes les provinces de la permission de la culture de quatre plants de cannabis à domicile prévue par la loi C-45. Le passage du projet de loi au Sénat retarde finalement l’entrée en vigueur de quelques mois.  
La sanction royale du projet de loi est donnée le 21 juin 2018. La loi entre en vigueur le 17 octobre suivant.
Le 14 juin 2019, le Gouvernement annonce que des produits comestibles à base de cannabis pourront être vendus dès mi-décembre 2019, mais les produits susceptibles de plaire aux enfants, comme les bonbons ou les sucettes, ne pourront pas en contenir.

## Le cannabis à usage thérapeutique
Au Canada, le recours au cannabis thérapeutique pour soigner certaines maladies est autorisé et contrôlé. La circulation du cannabis à visée thérapeutique est régie par la loi RACFM (le règlement sur l’accès au cannabis à des Fins Médicales) de 2016. Cette loi permet d’avoir accès au cannabis par deux voies :
- par des producteurs autorisés et référencés par Santé Canada ;
- par la culture personnelle ou à titre de personne désignées.

Il existe trois souches de cannabis thérapeutique qui auront selon le taux de THC et CBD des effets potentiellement différents.
| Souche de cannabis thérapeutique | Caractéristiques | Patients cibles                                          |
| -------------------------------- | --- | -------------------------------------------------------- |
| Sativa                           | Forte teneur en THC Stimule la créativité Donne de l’énergie Mets le corps en alerte | Personnes souffrant de dépression                        |
| Indica                           | Faible teneur en THC Utilisation pour détendre les muscles, se relâcher | Personnes souffrant de douleurs et de trouble du sommeil |
| Hybride                          | Croisement de variétés au sein d’une famille ou des deux familles, les caractéristiques sont ainsi obtenues selon le croisement Service personnalisé pour le client (création de nouvelles souches)[Quoi ?] |                                                          |

### Encadrement de la commercialisation du cannabis thérapeutique
Au Canada, nous comptons une explosion du nombre de patients de 30% lors du trimestre de 2016 faisant passer le nombre de 75 166 à 98 460 patients (santé Canada). L’encadrement de l’accès à ce produit est donc régi à différents niveaux par plusieurs organismes.

#### Production
Santé Canada est l’organisme habilité pour analyser et accorder le droit de produire du cannabis thérapeutique. Pour les producteurs, plusieurs critères seront évalués, allant du site de production (hygiène, sécurité, matériel de surveillance), aux producteurs eux-mêmes, et enfin aux employés (Santé Canada, 2017). Afin de garantir un produit homogène, Santé Canada impose l’utilisation de cultivar autorisés et de qualité (Santé Canada, 2017). Outre cette obligation, le producteur se doit de faire échantillonner ses cultures qui seront évaluées par des experts du Bureau du cannabis médical (BCM) de Santé Canada.
Pour ce qui est de la production personnelle ou à titre désigné, une demande doit être émise auprès de Santé Canada. Cette demande sera analysée et la production devra correspondre à la dose prescrite par un médecin.

#### Santé
Pour avoir accès au cannabis thérapeutique, le patient doit obtenir une ordonnance auprès d’un professionnel de la santé. Cependant, le cannabis n’étant pas un médicament reconnu pour toutes les maladies (uniquement douleurs neuropathiques, spasmes, vomissements, perte d’appétit, nausées), le code de déontologie des médecins autorise sa prescription uniquement dans le cadre d’expériences (Collège des Médecins 2016). C’est la raison pour laquelle un registre du cannabis du Québec a été créé afin d’avoir plus de recherches sur l’utilisation du cannabis à titre médical. 
L’utilisation de cannabis thérapeutique est peu connue, donc les professionnels de la santé ne connaissent pas réellement les doses à prescrire. C'est la raison pour laquelle l'AMC (association médicale Canada) somme d'« établir des programmes obligatoires de formation et d’autorisation à l’intention des médecins qui autorisent leurs patients à utiliser la marijuana ». Depuis 2016, le cannabis à usage thérapeutique est remboursé par l'ARC (agence du revenu du Canada).
Il y a donc un désaccord entre Santé Canada qui prône la prescription du cannabis et le collège des médecins du Québec.

#### Commercialisation
Le patient, après avoir obtenu l’ordonnance auprès d’un médecin, se voit attribuer un producteur s’il ne désire pas produire lui-même. Une commande est alors passée et acheminée via la Poste chez le patient par le producteur. Au Canada, il n’y a pas de gestion d’offre vis-à-vis du cannabis thérapeutique donc ce sont les producteurs qui fixent le prix de leurs produits. Cependant, le patient ne paie pas directement le producteur, mais Santé Canada qui redistribue les recettes via des contrats passés entre les producteurs et l’organisme. 
L’autorisation de la production personnelle entraîne de nombreux problèmes : 
- D’ordre sanitaire, car Santé Canada ne peut contrôler le taux de THC dans les cultures personnelles alors qu’il le contrôle dans les cultures sous surveillance.
- Les doses prescrites ne sont pas forcément représentatives de la pathologie. Cela entraîne donc une production personnelle importante pouvant être vendue sur le marché noir.

Le marketing et la publicité sur le cannabis thérapeutique est interdite au même titre que l’alcool et le tabac. Cependant, afin d'attirer les patients à s'approvisionner chez eux, des offres, promotions s’opèrent.

## Le cannabis à usage récréatif

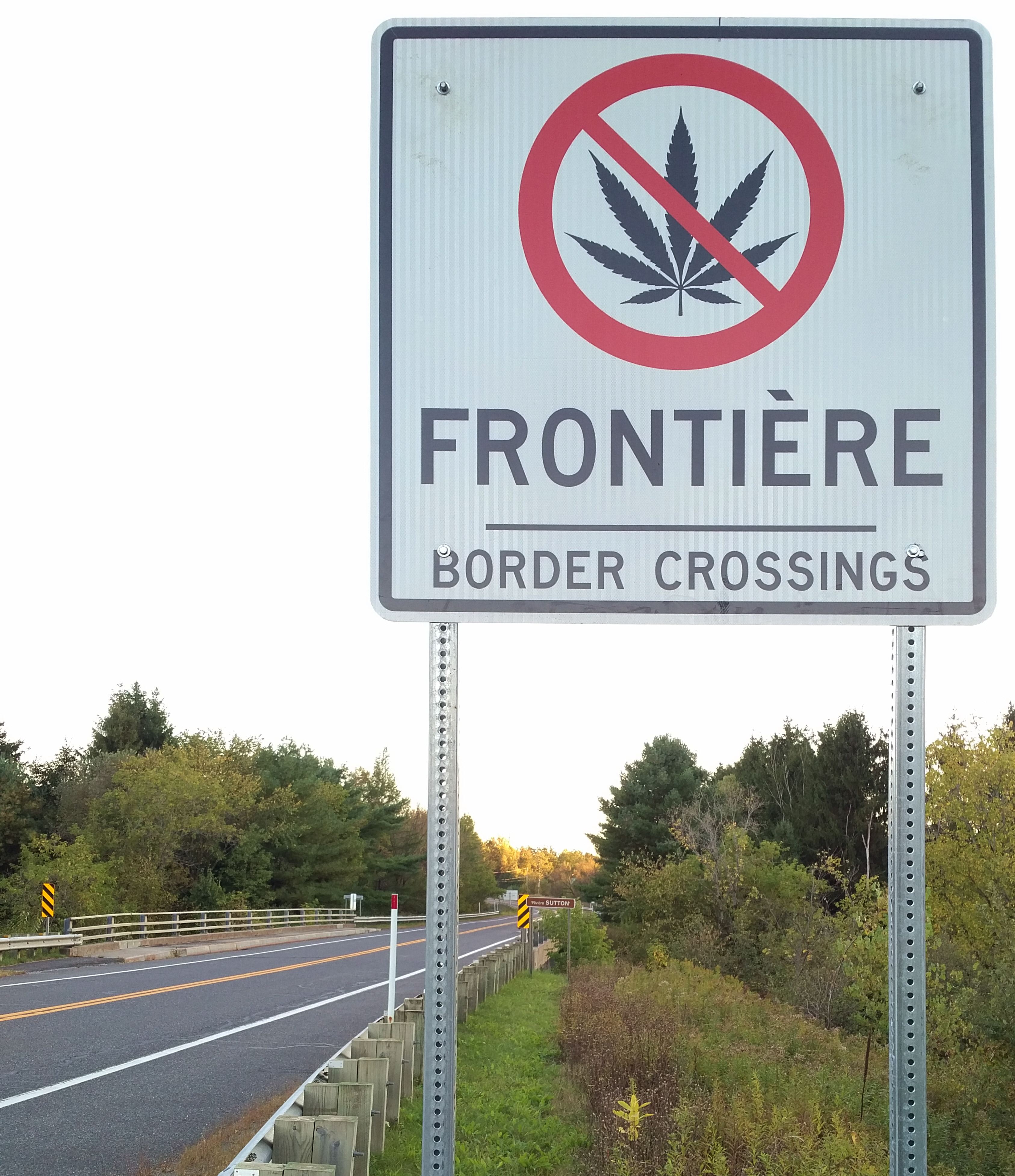
Signalisation routière à la frontière Canada-États-Unis interdisant le cannabis, Abercorn près de Sutton, Québec (2018)

La réglementation en matière de cannabis au Canada est complexe, puisqu’elle implique des dispositions fédérales, provinciales et municipales. La loi fédérale établit un cadre qui donne la direction générale pour toutes les autres législations et agit en matière criminelle et sur l’octroi de permis de vente. Les lois provinciales agissent quant à elles sur la mise en œuvre de la loi, notamment en matière de sécurité, de santé publique, de commercialisation et de prévention. Finalement, les municipalités peuvent déterminer par règlement quelques éléments mineurs de la mise en œuvre. Les pouvoirs de chacune des juridictions en matière de cannabis obéit à la logique de partage des compétences prévue par la Constitution canadienne.

### La loi C-45 et le cadre légal fédéral
La loi C-45, Loi concernant le cannabis et modifiant la Loi réglementant certaines drogues et autres substances, le Code criminel et d'autres lois, a pour objectif « d’empêcher les jeunes d’avoir accès au cannabis » et « de supplanter le marché illégal du cannabis ». Elle permet entre autres pour les citoyens d’au moins 18 ans (l’âge est plus élevé dans certaines provinces) :
- La possession en public de 30 grammes et moins de cannabis séché ou l’équivalent sous forme non séchée (5 grammes de cannabis frais, 15 grammes de produit comestible, 70 grammes de produit liquide, 0,25 gramme de concentré solide ou liquide, 1 graine de plante de cannabis) ;
- L’achat de cannabis chez les détaillants autorisés par Santé Canada ;
- La culture à des fins personnelles de 4 plants et moins de cannabis par résidence ;
- La fabrication à des fins personnelles de produits dérivés du cannabis
Elle prévoit par ailleurs des pénalités pour les infractions suivantes :
| Infraction | Sanction                                                                   |
| --- | -------------------------------------------------------------------------- |
| Possession dépassant la limite autorisée                                                                                          | Contravention pour les petites quantités, emprisonnement maximal de 5 ans  |
| Distribution ou vente illégale | Contravention pour les petites quantités, emprisonnement maximal de 14 ans |
| Production de cannabis au-delà des limites fixées pour la culture à des fins personnelles ou utilisation de solvants combustibles | Contravention pour les petites quantités, emprisonnement maximal de 14 ans |
| Possession de cannabis au moment de franchir l'une des frontières du Canada                                                       | Emprisonnement maximal de 14 ans                                           |
| Donner ou vendre du cannabis à une personne de moins de 18 ans                                                                    | Emprisonnement maximal de 14 ans                                           |
| Se servir d'un jeune pour commettre une infraction liée au cannabis                                                               | Emprisonnement maximal de 14 ans                                           |

Adapté de : Ministère de la justice. Légalisation et réglementation du cannabis, Gouvernement du Canada, Dernière modification : 17 octobre 2018

### Cadres légaux des provinces
Le cadre de mise en œuvre de la légalisation diffère dans chacune des provinces. Quelques domaines de législation majeurs sont présentés ci-dessous pour chacune d'entre elles.
| Province                  | Consommation publique | Âge légal | Modèle de distribution  | Heures de distribution normales | Culture à des fins personnelles |
| ------------------------- | --------------------- | --------- | ----------------------- | ------------------------------- | ------------------------------- |
| Colombie-Britannique      | Autorisée             | 19 ans    | Mixte (public et privé) | À la discrétion des détaillants | Jusqu'à 4 plants                |
| Alberta                   | Autorisée             | 18 ans    | Privé                   | 10h à 2h                        | Jusqu'à 4 plants                |
| Saskatchewan              | Autorisée             | 19 ans    | Privé                   | 8h à 3h                         | Jusqu'à 4 plants                |
| Manitoba                  | Autorisée             | 19 ans    | Privé                   | À la discrétion des détaillants | Prohibé                         |
| Ontario                   | Autorisée             | 19 ans    | Privé                   | 10h à 21h                       | Jusqu'à 4 plants                |
| Québec                    | Prohibée              | 21 ans    | Public                  | 10h à 21h                       | Prohibé                         |
| Nouveau-Brunswick         | Autorisée             | 19 ans    | Public                  | 10h à 22h                       | Jusqu'à 4 plants                |
| Nouvelle-Écosse           | Autorisée             | 19 ans    | Public                  | 10h à 22h                       | Jusqu'à 4 plants                |
| Île-du-Prince-Édouard     | Autorisée             | 19 ans    | Public                  | 9h à 22h                        | Jusqu'à 4 plants                |
| Terre-Neuve-et-Labrador   | Autorisée             | 19 ans    | Privé                   | 9 à 2h                          | Jusqu'à 4 plants                |
| Territoires du Nord-Ouest | Autorisée             | 19 ans    | Mixte                   | À la discrétion des détaillants | Jusqu'à 4 plants                |
| Yukon                     | Autorisée             | 19 ans    | Privé                   | 10h à 18h                       | Jusqu'à 4 plants                |
| Nunavut                   | Autorisée             | 19 ans    | Public                  | À la discrétion des détaillants | Jusqu'à 4 plants                |

## Défi pour les employeurs
La légalisation a engendré plusieurs zones grises sur les milieux de travail, comme c'est le cas des tests de dépistage aléatoires face aux droits de la personne. Les employeurs qui ont le devoir d'assurer la sécurité de leurs employés doivent établir des règlements clairs quant au cannabis sur les lieux de travail et faire preuve de diligence raisonnable, c'est-à-dire de tout ce qui raisonnablement possible pour assurer leur sécurité, mais en l'absence de test de dépistage efficaces et non-intrusifs, et de convention collective, les employeurs doivent trouver des méthodes adaptées à leur milieu de travail.